# Pitchbend
Pitchbend är den kontroll på vanligtvis ett keyboard eller en synthesizer som används för att böja (bend) tonhöjden (pitch) på en spelad ton antingen uppåt eller neråt och därmed tillföra spelandet ytterligare en dimension. Kontrollen finns i flera olika utseenden från enkla hjul till avancerade joysticks.
Begreppet pitchbend kan också avse stämningen av trummor. Om undre skinnet har stämts lösare eller hårdare än slagskinnet uppstår en resonansförskjutning efter anslaget.